# Talara decepta
Talara decepta là một loài bướm đêm thuộc phân họ Arctiinae, họ Erebidae.